# アイムエンタープライズ
株式会社アイムエンタープライズ（英: I'm Enterprise Inc.、略称：アイム）は、日本の芸能事務所。日本芸能マネージメント事業者協会・日本声優事業社協議会会員。主に声優のマネージメントを行っている。

## 歴史
1984年に設立されたアーツビジョン（略称：アーツ）のグループプロダクションとして、1993年6月22日に設立された。当時アーツの社長でもあった松田咲實が兼任で代表取締役社長に就任した。事業内容としては、声優のマネージメントと育成のほかにイベントの企画・制作、作品のキャスティングコーディネイトなどを行っている。
その後もグループプロダクションとして、1998年に澪クリエーション、2000年にクレイジーボックス、2007年にヴィムス、2015年にアライズプロジェクトが設立された。また関連会社として、1990年に設立された声優養成所の日本ナレーション演技研究所が存在する。
2002年6月にアイムエンタープライズの公式ファンクラブ「あい夢のおもちゃ箱」を立ち上げたが、2007年7月をもって解散となった。さらに関連事業として、所属声優のファンクラブ（2003年6月に山本麻里安の「まりあ牧場」、2005年6月に中原麻衣の「マーブル＊スコープ」）を立ち上げたこともある。
2005年6月19日にアイムエンタープライズ8周年記念として、「アイム祭」というイベントを日本教育会館一ツ橋ホールで開催した。
2006年12月に松田咲實がオーディション受講者の16歳の少女にわいせつ行為を行った事件で、2007年4月4日に逮捕（持病により釈放）され、同年5月28日に書類送検（最終的には不起訴処分となった）された。そのためアイムは5月29日に臨時取締役会を開き、松田咲實の代表取締役社長と取締役の辞任届けを受理したことを6月1日に発表した。そして、新たに代表取締役として江崎加子男（江崎プロダクションの創業者であり、マウスプロモーションの元代表取締役）が就任したことも合わせて発表した。またアイムは、加盟していた日本芸能マネージメント事業者協会と日本声優事業社協議会を退会したが、その後どちらにも再び加盟している。
2020年4月16日に、所属声優による趣味・特技などの動画を不定期で投稿するYouTubeチャンネル「ぶかちゅ〜部TV」を開設した。
2020年10月19日に、アサヒグループ食品と共同開発した「うるおいボイスのど飴」が全国で発売された。所属する39人の声優にインタビューを行い、味やパッケージ、ネーミングに至るまで共同開発に関わっている。

## 所属声優
2024年6月時点。
()内は所属年。

### 男性
- 秋葉佑 (2018)
- 天﨑滉平 (2013)
- 石井一貴
- 石井隆之 (2017)
- 井藤智哉(2021)
- 伊藤雄貴 (2019)
- 猪股慧士 (2014)
- 岩澤俊樹 (2009)
- 大塚剛央 (2016)

か行
- 柏崎隼史 (2013)
- 加藤渉 (2015)
- 神木孝一 (2018)
- 菊川佳就 (2023)
- 君成田晃佑 (2020)
- 近藤悠平 (2023)

さ行
- 佐藤元 (2017)
- 島田武幸 (2015)
- 下野紘 (2001)
- 朱家勇 (2020)
- ソンド (2016)

- 高城元気
- 玉井勇輝 (2019)
- 丹沢晃之 (2005)
- 照井悠希 (2022)
- 徳留慎乃佑 (2017)
- 利根健太朗 (2006)

な行
- 永塚拓馬 (2014)
- 成家義哉 (2003)

- 藤吉浩二 (2008)

ま行
- 間島淳司 (1999)
- 松岡禎丞 (2009)

や行
- 柳田淳一 (2008)
- 山根雅史 (2017)

### 女性
- 赤尾ひかる (2015)
- 秋保佐永子 (2008)
- 麻倉ありあ(2021)
- 雨宮夕夏 (2013)
- 安堂ななこ (2023)
- 飯田友子 (2010)
- 稲垣好 (2019)
- 今瀬未知
- 岩井映美里 (2015)
- 植田佳奈
- 薄井友里 (2018)
- 内田真礼 (2010)
- 大西沙織 (2012)
- 岡咲美保 (2017)
- 緒方佑奈 (2018)
- 奥山穂乃 (2023)
- 小澤亜李 (2013)
- 小鹿なお (2019)
- 折戸マリ (2006)

か行
- 風間万裕子 (2018)
- 加藤聖絢 (2023)
- 金子真由美 (2008)
- 川村玲奈 (2020)
- 木野双葉 (2011)
- 釘宮理恵 (1998)
- 久住琳 (2019)
- 倉本春奈 (2019)
- 小松奈生子 (2012)

- 斎藤千和
- 篠原侑 (2016)
- 佐藤くりあ (2022)
- 佐藤榛夏 (2022)
- 杉浦しおり (2014)
- 洲崎綾 (2011)
- 鈴木亜理沙 (2014)
- 関根瞳 (2017)
- 千本木彩花 (2014)

た行
- 髙野麻美 (2011)
- 高橋美佳子
- 髙橋咲貴 (2020)
- 髙山ゆうこ (2008)
- 滝田樹里 (2005)
- 武田羅梨沙多胡 (2016)
- 橘杏咲 (2021)
- 巽悠衣子 (2008)
- 田村睦心 (2007)
- 塚田悠衣 (2020)
- 綱掛裕美 (2003)
- 豊洲りお (2020)

な行
- 中原麻衣 (2001)
- 長縄まりあ (2013)
- 仁後真耶子

- 橋本一花 (2023)
- 花桐まき (2021)
- 浜崎奈々 (2011)
- 早坂弥優 (2022)
- 早見沙織 (2006)
- 春坂あげは(2021)
- 平田宏美
- 本渡楓 (2015)

ま行
- MAKO (2011)
- 松尾絵那 (2010)
- 松岡美里 (2017)
- 松田利冴 (2014)
- 森山由梨佳 (2018)

や行
- 矢作紗友里 (2005)
- 薮島朱音 (2020)
- 結川あさき (2022)
- 吉田真弓
- 佳村はるか (2009)

ら行
- ルゥティン (2011)

わ行
- 若山なつみ (2023)

## かつて所属していた声優

### 男性
- 内埜則之（演劇集団 円へ移籍後死去）
- 内田雄馬 (現所属：インテンション)
- 岡崎雅紘（現所属：パワー・ライズ）
- 小野徳己
- 花倉桔道（現所属：ネクシード）
- 神原大地 (フリー)
- 木村亮俊（引退）
- 木村裕二（フリー）
- 古賀寛之
- 白石稔（現所属：アクセント）
- 鈴木達央 (フリー)
- 鈴木千尋（フリー、オフィスモノリス業務提携）
- 高崎拓郎（現所属：KPR/開幕ペナントレース）
- 伊達忠智（フリー）
- 鳴海和希（引退）
- 早川隆之
- 樋口健太
- 藤原満（フリー）
- 三上哲（現所属：ネクシード）
- 村上和也（キャロットハウスへ移籍後引退）
- 山本格 (引退)

### 女性
- 浅野真澄（フリー）
- 綾瀬有（フリー）
- 飯島晶子（現所属：ヴォイスケ代表）
- 石川桃子 (引退)
- 一ノ宮しずか
- 伊月ゆい（現所属：オフィス リスタート）
- 今井麻夏（フリー）
- 上原さやか
- 榎本温子（フリー）
- 大沢つむぎ（現所属：オフィスコットンキャンディー代表取締役）
- おおらいやすこ（現所属：プランダス）
- 菊池由起子
- 桑谷夏子 (フリー)
- 佐倉綾音（現所属：青二プロダクション）
- 櫻井智（フェザードに移籍後死去）
- 佐藤奏美
- 志村由美（引退）
- 芹亜希子（現所属：マウスプロモーション）
- 竹達彩奈（現所属：アンシェリ）
- 竹田小春
- たなか久美（フリー）
- 田村ゆかり（現所属：アミュレート）
- 続木友子（引退）
- 寺本來可（現所属：E-Plant）
- 永山奈々
- 那須めぐみ（現所属：ケッケコーポレーション）
- 虹組キララ（現所属：東村プロダクション）[12]
- 日笠陽子 (現所属：i.nari)
- ふじたまみ（現所属：ケンユウオフィス）
- 古川小百合（現所属：トイプリッズ代表取締役社長）
- 本多陽子（フリー）
- 嶺内ともみ (引退)
- 水野愛日（現所属：EARLY WING）
- 宮川美保（現所属：青二プロダクション）
- 三宅晴佳
- 村井美里（フリー）
- 森永理科（現所属：マウスプロモーション）
- 矢島和葉（現所属：ムーヴリノイエ）
- 山口茜
- 山本麻里安（現所属：81プロデュース）
- 若林直美（現所属：フォレストリンク）
- 渡邉由紀（引退）

## 関連会社
- アーツビジョン
- 日本ナレーション演技研究所
- 澪クリエーション
- クレイジーボックス
- ヴィムス
- アライズプロジェクト

## アイムエンタープライズから独立した芸能事務所
- プロ・フィット（2003年）
- クレアボイス（2014年）
- I.nari